# 易行院
易行院（いぎょういん）は、東京都足立区にある浄土宗の寺院。

## 概要
山号を日照山、寺号を不退寺といい、文亀年間（1501年～1504年）に開山した。元々は浅草（現在の東京都台東区）にあったが、関東大震災で罹災し、区画整理により1928年（昭和3年）に現在地に移転した。

## 墓所等
当寺には、歌舞伎の演目「助六」のモデルとなった助六とその愛人揚巻の比翼塚がある。これは七世市川團十郎が建立したものという。この比翼塚は足立区の有形文化財に登録されている。このことから、助六寺という通称でも呼ばれる。
落語家の五代目三遊亭圓楽の実家でもあり、境内に墓所がある。また、五代目圓楽の墓の隣には1972年（昭和47年）の日本航空ニューデリー墜落事故で犠牲となった、客室乗務員で五代目圓楽の妹のぶ子の供養観音が建てられている。

## 交通アクセス
- 東武スカイツリーライン竹ノ塚駅 下車
  - 徒歩15分（経路案内）。
  - 「竹の塚駅西口」バス停2番のりばから東武バス利用、竹の塚車庫バス停下車、徒歩5分（経路案内）。